# دانيال بينيا
دانيال بينيا (بالإسبانية: Daniel Peña Sánchez de Rivera)‏ هو إحصائي ومهندس إسباني، ولد في 1948 في مدريد في إسبانيا.